# タヴォレート
タヴォレート（伊: Tavoleto）は、イタリア共和国マルケ州ペーザロ・エ・ウルビーノ県にある、人口約800人の基礎自治体（コムーネ）。

## 地理

### 位置・広がり
ペーザロ・エ・ウルビーノ県のコムーネ。ウルビーノから北北西へ14km、ペーザロから西南西へ27kmの距離にある。

#### 隣接コムーネ
隣接するコムーネは以下の通り。括弧内のRNはリミニ県所属を示す。
- メルカティーノ・コンカ
- モンダイーノ (RN)
- モンテ・チェリニョーネ
- モンテフィオーレ・コンカ (RN)
- サルデーチョ (RN)
- サッソコルヴァーロ・アウディトーレ (アウディトーレ, サッソコルヴァーロ)
- ウルビーノ

### 気候分類・地震分類
タヴォレートにおけるイタリアの気候分類 (it) および度日は、zona E, 2333 GGである。
また、イタリアの地震リスク階級 (it) では、zona 2 (sismicità media) に分類される。

## 行政

### 分離集落
タヴォレートには、以下の分離集落（フラツィオーネ）がある。
- Casinella, Ripamassana, Valle Fuini